# Box
Box (en asturiano y oficialmente Veguín) es una parroquia o división administrativa del municipio de Oviedo, Asturias (España).
En sus 6,48 km² habitan un total de 778 habitantes (INE 2014) e incluye a las siguientes entidades de población: Abedul, Alperi, Argollanes, El Argumal, Aviño, La Braña, El Carbonio, Coto la Pila, La Cueva, Entrepeñas, Las Murias, La Pandiella, La Presa, Las Quintanas, El Reguero, Las Rozas, Tudela Veguín, El Valle y Veguín de Abajo.
Su principal población es Tudela Veguín, en la que habita casi el 80% de la población de la parroquia.
Históricamente, esta parroquia pertenecía al concejo de Tudela hasta que este se anexionó al de Oviedo en 1857.

## Demografía
| Gráfica de evolución demográfica de Box entre 2000 y 2014 |
|                                                           |

## Economía
El valle dispone y disponía de carbón de hulla y en 1840 un grupo inversor inglés estudió la viabilidad de extraerlo. Así, en 1844 se creó la Asturian Mining Company. En 1850 el duque de Riansares se hizo con la explotación y en 1861 se integró con la Cie Miníère et Metallurgique des Asturies del hugonote Numa Guilhou. En 1902 fue constituida la Compañía Minera, que abrió en 1903 el pozo vertical de San Julián del Box, el segundo pozo vertical más antiguo de Asturias tras el de Arnao, de singular castillete, mampostería y ladrillos. Hacia 1910 el pozo fue adquirido por Eugenio Quintana, que constituyó en 1914 Hulleras de Veguín. Posteriormente, la sociedad pasó a denominarse Hulleras de Veguín y Olloniego SA. Hacia 1940 las minas fueron adquiridas por Carbones de Veguín. En 1985 se produjo un trágico accidente, cuyo rescate duró dos semanas y en el que fallecieron cuatro mineros.

## Ciudadanos ilustres
- Fray Antonio Argollanes Riaño, fraile dominico que marchó de misiones a Filipinas donde fue rector de la Universidad de Manila.
- Tino Casal, (1950-1991), cantante nacido en  Tudela Veguín, Box.